# Torneio de xadrez de Zurique de 1953
O Torneio de xadrez de Zurique de 1953 foi o Torneio de Candidatos do ciclo de 1952–1954  para escolha do desafiante ao título do Campeonato Mundial de Xadrez. O torneio foi disputado entre 28 de agosto e 24 de outubro de 1953 na cidade de Zurique, com o formato todos-contra-todos e teve quinze participantes. Vasily Smyslov venceu a competição e se habilitou a desafiar o então campeão mundial Mikhail Botvinnik, no ano seguinte, no Campeonato Mundial de Xadrez de 1954.
| #  | Jogador                        | 1  | 2  | 3  | 4  | 5  | 6  | 7  | 8  | 9  | 10 | 11 | 12 | 13 | 14 | 15 | Total |
| -- | ------------------------------ | -- | -- | -- | -- | -- | -- | -- | -- | -- | -- | -- | -- | -- | -- | -- | ----- |
| 1  | Vasily Smyslov (URSS)          | xx | ½½ | 11 | ½1 | ½½ | 11 | ½½ | ½0 | ½½ | ½½ | ½½ | ½½ | 1½ | 11 | 1½ | 18    |
| 2  | David Bronstein (URSS)         | ½½ | xx | 1½ | 11 | ½½ | ½0 | ½½ | ½½ | 1½ | ½½ | ½½ | 01 | 1½ | ½½ | ½½ | 16    |
| 3  | Paul Keres (URSS)              | 00 | 0½ | xx | ½½ | ½1 | ½1 | ½½ | ½½ | ½½ | 0½ | 11 | 1½ | ½1 | ½½ | 11 | 16    |
| 4  | Samuel Reshevsky (EUA)         | ½0 | 00 | ½½ | xx | ½½ | ½½ | ½½ | 10 | ½½ | ½1 | ½1 | 1½ | ½1 | 11 | 1½ | 16    |
| 5  | Tigran Petrosian (URSS)        | ½½ | ½½ | ½0 | ½½ | xx | ½½ | 0½ | ½½ | 00 | ½½ | ½½ | 11 | ½1 | 1½ | 11 | 15    |
| 6  | Efim Geller (URSS)             | 00 | ½1 | ½0 | ½½ | ½½ | xx | 11 | ½0 | 01 | ½½ | 01 | 1½ | ½1 | 01 | ½½ | 14½   |
| 7  | Miguel Najdorf (Argentina)     | ½½ | ½½ | ½½ | ½½ | 1½ | 00 | xx | 1½ | 1½ | ½0 | ½½ | ½½ | ½½ | 0½ | 11 | 14½   |
| 8  | Alexander Kotov (URSS)         | ½1 | ½½ | ½½ | 01 | ½½ | ½1 | 0½ | xx | 10 | 1½ | 00 | 10 | 1½ | 0½ | 01 | 14    |
| 9  | Mark Taimanov (URSS)           | ½½ | 0½ | ½½ | ½½ | 11 | 10 | 0½ | 01 | xx | 10 | ½½ | ½½ | ½0 | 0½ | 11 | 14    |
| 10 | Yuri Averbakh (URSS)           | ½½ | ½½ | 1½ | 0½ | ½½ | ½½ | 1½ | 0½ | 01 | xx | ½½ | ½½ | 0½ | 11 | 00 | 13½   |
| 11 | Isaac Boleslavsky (URSS)       | ½½ | ½½ | 00 | ½0 | ½½ | 10 | ½½ | 11 | ½½ | ½½ | xx | ½0 | ½½ | ½1 | ½½ | 13½   |
| 12 | László Szabó (Hungria)         | ½½ | 10 | 0½ | 0½ | 00 | 0½ | ½½ | 01 | ½½ | ½½ | ½1 | xx | 1½ | ½½ | 1½ | 13    |
| 13 | Svetozar Gligorić (Iugoslávia) | 0½ | 0½ | ½0 | ½0 | ½0 | ½0 | ½½ | 0½ | ½1 | 1½ | ½½ | 0½ | xx | ½1 | 11 | 12½   |
| 14 | Max Euwe (Holanda)             | 00 | ½½ | ½½ | 00 | 0½ | 10 | 1½ | 1½ | 1½ | 00 | ½0 | ½½ | ½0 | xx | 1½ | 11½   |
| 15 | Gideon Ståhlberg (Suécia)      | 0½ | ½½ | 00 | 0½ | 00 | ½½ | 00 | 10 | 00 | 11 | ½½ | 0½ | 00 | 0½ | xx | 8     |